# HR Delphini
HR Delphini (Nova Delphini 1967) war eine Nova, die 1967 im Sternbild Delphin aufleuchtete und am 13. Dezember 1967 eine Helligkeit von 3,5 mag erreichte.

## Koordinaten
- Rektaszension (J2000): 20h 42m 20.347s
- Deklination (J2000): +19° 09' 39.26"